# 赴戦湖畔駅
赴戦湖畔駅（プジョンホバンえき、朝鮮語: 부전호반역）は、朝鮮民主主義人民共和国咸鏡南道赴戦郡にある駅で、新興線に属する。 

## 隣の駅
新興線
道安駅 - 赴戦湖畔駅